# Siri Hustvedt
Siri Hustvedt, née le 19 février 1955 à Northfield dans le Minnesota, est une écrivaine américaine. Poétesse et essayiste, elle est également chargée de cours en psychiatrie à l'université Cornell.

## Biographie
Siri Hustvedt est née en 1955, et a trois sœurs. Son père est un Américain, vétéran de la Seconde Guerre mondiale devenu enseignant, dont les grands-parents étaient des émigrants norvégiens, et dont les parents, fermiers, ont été ruinés lors de la Grande Dépression de 1929. Sa mère est norvégienne. À la maison familiale, Siri Hustvedt parle anglais ou norvégien, et fait à plusieurs reprises des séjours en Norvège.
Elle est diplômée (Ph.D.) en littérature anglaise de l'université Columbia.
Le 23 février 1981, Siri Hustvedt se rend à une séance de lecture de poésie, à laquelle assiste aussi l'écrivain Paul Auster. Ils se marient l'année suivante. Ils vivent à Brooklyn (New York) et ont une fille, Sophie Auster, dont le demi-frère Daniel Auster est, quant à lui, le fils de Paul Auster et de sa première femme Lydia Davis.
Son premier roman, Les Yeux bandés est édité en 1992, et son troisième roman Tout ce que j'aimais connaît un succès international. En 2010, elle édite un essai, La Femme qui tremble, sur les troubles neurologiques qu'elle a étudiés dans les hôpitaux psychiatriques. Le recueil Vivre Penser Regarder, paru en 2013, rassemble 32 conférences et articles, prononcés ou publiés séparément entre 2005 et 2011. Elle y développe ses thèmes de prédilection, mêlant les apports de la littérature, de la philosophie, de la psychologie ou encore des neurosciences. 
Depuis 2015, Siri Hustvedt est chargée de cours en psychiatrie à la faculté de médecine Weill de l'Université Cornell. 
Ses œuvres sont traduites dans seize langues à ce jour. En France, les écrits de Siri Hustvedt sont traduits de l’américain par Christine Le Bœuf et publiés chez Actes Sud.
En 2012, elle reçoit le prix international Gabarron pour la réflexion et les sciences humaines.
En 2019, elle est récompensée par le prix Princesse des Asturies pour l'ensemble de son œuvre et le prix européen de l'essai Charles-Veillon pour Les Mirages de la certitude.

## Œuvres

### Poésie
- (en) Reading to You, 1982

### Romans
- Les Yeux bandés, Actes Sud, 1996 ((en) The Blindfold, 1992)
- L'Envoûtement de Lily Dahl, Actes Sud, 1999 ((en) The Enchantment of Lily Dahl, 1996)
- Tout ce que j'aimais, Actes Sud, 2003 ((en) What I Loved, 2003)
- Élégie pour un Américain, Actes Sud, 2008 ((en) The Sorrows of an American, 2008)
- Un été sans les hommes, Actes Sud, 2011 ((en) The Summer without men, 2011)[6].
- Un monde flamboyant, Actes Sud, 2014 ((en) The Blazing World, 2014)
- Souvenirs de l’avenir, Actes Sud, 2019 ((en) Memories of the Future, 2019)[7]

### Essais
- Yonder, Actes Sud, 1999 ((en) Yonder, 1998)
- Les Mystères du rectangle, essais sur la peinture, Actes Sud, 2006 ((en) Mysteries of the Rectangle: Essays on Painting, 2005)
- Plaidoyer pour Eros, Actes Sud, 2009 ((en) A Plea for Eros, 2006)
- La Femme qui tremble. Une histoire de mes nerfs, Actes Sud, 2010 ((en) The Shaking Woman or A History of My Nerves, 2010)[1]
- Vivre, penser, regarder, Actes Sud, 2013 ((en) Living, Thinking, Looking, 2013)
- Les Mirages de la certitude, Actes Sud, 2018 ((en) The Delusions of Certainty, Simon & Schuster, New York, 2016), essai, trad. Christine Le Boeuf, 416 p.  (ISBN 978-2-3300-9261-0)[1],[8]
- Une femme regarde les hommes regarder les femmes, Actes Sud, 2019 ((en) A Woman Looking at Men Looking at Women: Essays on Art, Sex, and the Mind, 2016)

### Scénario
- 2021 : H24 (série télévisée) - épisode 4, "10h - Concerto #4"

## Distinctions
En octobre 2015, Siri Hustvedt est faite docteure honoris causa de l'université Stendhal de Grenoble.
En 2004, son roman Tout ce que j'aimais obtient le prix des libraires du Québec.
En 2019, elle reçoit le prix Princesse des Asturies de littérature et le prix européen de l'essai Charles-Veillon pour Les Mirages de la certitude. Elle reçoit un doctorat honoris causa de l'université Paris X